# Chris Baird
Christopher Patrick Baird (Rasharkin, 25 febbraio 1982) è un ex calciatore nordirlandese, di ruolo difensore.

## Carriera

### Club
Baird ha iniziato la sua carriera professionistica in un club dell'Irlanda del Nord, il Ballaymena United, per poi essere trasferito a Southampton. Debuttò con il Southampton il 22 marzo 2003, sostituendo David Prutton in un pareggio 2-2 con l'Aston Villa. Giocò inoltre la finale della FA Cup 2003 contro l'Arsenal.
Dopo qualche prestito, nelle due stagioni successive, Baird non giocò quasi mai, ma quando il Southampton venne retrocesso, Baird riuscì ad affermarsi, giocando 16 partite da titolare nella stagione 2005-2006; alla fine della stagione 2006-2007 è risultato tra i migliori elementi della rosa. Dopo questi riconoscimenti, Baird fu ceduto al Fulham per 3.025.000 sterline, dove indossò inizialmente la maglia numero 34, per poi passare al 6. La stagione 2009-2010, lo vide giocare come centrocampista centrale a causa dell'infortunio di due suoi compagni. Quando essi rientrarono Baird tornò a ricoprire la sua posizione favorita: arretrato a destra.

### Nazionale
Nel giugno 2003 ha fatto il suo debutto con la maglia dell'Irlanda del Nord contro l'Italia, in una partita persa 2-0. Da allora è un membro regolare della squadra, nonostante abbia giocato poco a livello nazionale tra il 2003 e il 2005.
Viene convocato per gli Europei 2016 in Francia.